# Derris microphylla
Derris microphylla là một loài thực vật có hoa trong họ Đậu. Loài này được (Miq.) Backer miêu tả khoa học đầu tiên.